# 林知宏
林 知宏 (はやし ともひろ、1961年 - ) は、日本の教育者・研究者。博士（学術）(東京大学・2000年)。
専攻は数学史。専門分野は17世紀ヨーロッパを中心とする数学史・科学史。
学習院高等科数学科教諭。日本ライプニッツ協会理事(2021年時点)。

## 経歴
1961年名古屋市に生まれる。東京都立富士高等学校卒業。早稲田大学大学院理工学研究科数学専攻修士課程修了。1985年学習院高等科非常勤講師、1986年から学習院高等科教諭(現職)。1995年学習院高等科での教職を続けながら東京大学大学院総合文化研究科広域科学専攻に入学し、2000年同大学院博士課程修了。2001年から早稲田大学大学院理工学研究科・理工学部非常勤講師を務めていた。2005年度から学習院高等科教務課長、2010年度から2016年度まで学習院中・高等科長。

## 主要な著作・論文等
基本的に発表年順に配列してあるが、同一の雑誌や研究会における発表はまとめて記した。

### 単著
- 『ライプニッツ 普遍数学の夢』[注 3]東京大学出版会、2003年

### 共著
- 酒井潔・佐々木能章:編『ライプニッツを学ぶ人のために』世界思想社、2009年(論文「ライプニッツの数学」)

### 共訳書
- Victor J. Katz:著、上野健爾・三浦伸夫監訳『カッツ 数学の歴史』共立出版、2005年(13章・14章を担当)
- G・W・Leibniz:著、酒井潔・佐々木能章:監修『技術・医学・社会システムー豊饒な社会の実現に向けて(ライプニッツ著作集 第Ⅱ期 第3巻)』工作舎、2018年(Raisonnemens nouveaux sur la vie humaine.(人の寿命と人口に関する新推論)を翻訳し、この論文の解説「確からしさの算定における人口推計」を執筆)

### 論文・寄稿
- 「デカルトによる代数的思考様式と形而上学」[注 4](『研究紀要 学習院高等科』[注 5]15号、学習院高等科紀要編集室、1993年3月)
- 「ライプニッツの数学思想――微分積分学形成を中心に」(『数学セミナー』1996年8月号、特集 ライプニッツ生誕350年、日本評論社)
- 「ライプニッツ数学思想の形成」(博士論文。2000年03月29日付で学位授与[注 6])
- 「17-18世紀における無限小をめぐる論争：ライプニッツを中心として」(『現代思想』2000年10月増刊号、青土社)
- 「無限小量をめぐる論争と基礎づけの問題、ライプニッツ、ヴァリニョン、ヘルマン」(数理解析研究所講究録1195巻、2001年、2000年8月22日京都大学数理解析研究所研究集会「数学史の研究」において、「無限小解析の形成と 17、18 世紀における無限小量をめぐる論争について」のタイトルで発表されたものをもとに作成された[8])
- 「ヤーコプ・ベルヌーイの無限級数論」(京都大学数理解析研究所講究録1583巻、2008年、2007年8月同研究集会で林が行った講演を論文にしたもの[9])
- 「アイザック・ニュートンの 1680（？）年草稿「曲線の幾何学」について」(京都大学数理解析研究所講究録1625巻、2009年)
- 「パリ時代(1672-1676)のライプニッツ」(京都大学数理解析研究所講究録1677巻、2010年、2009年8月26日に研究集会「数学史の研究」で林が行った講演を論文にしたもの[10])
- 「『人間知性新論』の数学史的背景」(『思想』2001年10月号、岩波書店)
- "Leibniz' s Construction of Mathesis Universalis: A Consideration of the Relationship between the Plan and His Mathematical Contribution" Historia Scientiarum, 12(2002)
- 「ライプニッツと円周率」(『数学文化』第1号 特集＝円周率π、日本数学協会、2003年9月)
- 「パリのライプニッツ」(『数学文化』第26号 特集＝ライプニッツ没後300年、日本数学協会、2016年9月)
- 「ライプニッツと数、量、無限」(『数理科学』2008年8月号 特集 数の魅力――秘められた深淵なる美と無限、サイエンス社)
- 「ライプニッツと普遍数学」(『数理科学』2017年1月号 特集 数学記号と思考イメージ：数学的思考を表現する形式とは何か、サイエンス社)
- 酒井潔・佐々木能章・長綱啓典:編『ライプニッツ読本』法政大学出版局、2012年(巻頭の座談会「ライプニッツ研究のこれまで、いま、これから」に参加)
- 「「自ら学ぶ意欲を持ち、思考と試行を繰り返し、表現することを楽しみ、実行する児童・生徒・学生はどうしたら育つのか」報告 (学習院ミニ・フォーラム)」[注 7](『学習院高等科紀要』第8号、2010年)
- 「無限小解析学をめぐる先取権論争 新たな数学史的視点」(『学習院高等科紀要』第1号、学習院高等科、2003年)
- 「「情報・総合勉強会」報告」(同1号、2003年)
- 「ライプニッツの2進法計算: その歴史的評価を再考する」(同2号、2004年)
- 「ヤーコプ・ベルヌーイの無限級数論： 1689年論文における演繹的構造の分析」(同3号、2005年)
- 「学習院高等科における「総合的な学習の時間」その理念と実践」(『学習院高等科紀要』同3号、2005年)
- 「ヤーコプ・ベルヌーイの無限級数論2: 第2論文(1962年)から第5論文(1704年)の分析」(同4号、2006年)
- 「数学史講義(第1回)：講義を始めるにあたって」(同5号、2007年)
- 「数学史講義(第2回)：ユークリッド『原論』、論証学問の成立」(同6号、2008年)
- 「数学史講義(第3回)：パリ時代（1672-1676）のライプニッツ」(同7号、2009年)
- 「数学史講義(第4回)：アルキメデスの求積法」(同8号、2010年)
- 「数学史講義(第5回)：17世紀における記号代数と方程式論(同9号、2011年)
- 「数学史講義(第6回)：アイザック・ニュートンの数学1」(同10号、2012年)
- 「数学史講義(第7回)：アイザック・ニュートンの数学2」(同11号、2013年)
- 「数学史講義(第8回)：アイザック・ニュートンの数学3」(同12号、2014年)
- 「数学史講義(第9回)：アイザック・ニュートンの数学4」(同13号、2015年)
- 「数学史講義(第10回)：アイザック・ニュートンの数学5」(同14号、2016年)
- 「数学史講義(第11回)：数学の基礎をめぐって 1；集合と数の理論(デデキント)」(同15号、2017年)
- 「数学史講義(第12回)：数学の基礎をめぐって 2；カントルの無限集合論」(同16号、2018年)
- 「数学史講義(番外編)パスカルとモンテーニュ」(『学習院高等科紀要』同17号、2019年)
- 「数学史講義(第13回)：数学の基礎をめぐって 3；現代数学基礎論論争(その1)、ヒルベルトの形式主義」(同18号、2020年)
- 「数学史講義（第14回） : 数学の基礎をめぐって　4 ； 現代数学基礎論論争（その2），ヘルマン・ワイルの数学と思想」(同19号、2021年)
- 「数学史講義（第15回） : 数学の基礎をめぐって5 ； （中間考察）ワイルとライプニッツ」(同20号、2022年)
- 「数学史講義（第16回） : 数学の基礎をめぐって6 ； ゲーデルと不完全性定理」(同21号、2023年)

### 翻訳
- エーバーハルト・クノープロッホ「精神の最も自由なる探索の中で──ライプニッツ数学の目標と方法」(『思想』2001年10月号、岩波書店)

### 講演
- 「無限小解析の形成と 17、18 世紀における無限小量をめぐる論争について」(2000年8月22日京都大学数理解析研究所研究集会「数学史の研究」において[8])
- 林知宏「数学史研究最新動向 (数学史の研究)」『数理解析研究所講究録』第1257巻、京都大学数理解析研究所、2002年4月、13-22頁、CRID 1050282677273315200、hdl:2433/41922、ISSN 1880-2818。
- 「パリ時代(1672-1676)のライプニッツ」(2009年8月26日、同研究集会において[10])
- 「ライプニッツの数学とその理念 (普遍数学概念、先取権論争)」(2003年秋、千葉大で開催された、数学基礎論および歴史分科会特別講演[11])
- 「ライプニッツの数学」(2009年3月9日京都大学数理解析研究所研究集会「数学史の研究」において[12])
- 「数学は、文化にとって如何なる意味を持つのか」(2010年3月19日、問題提起者の一人。明治大学で開催された「社会に数理科学を発信する次世代型人材創発」ラウンドアップフォーラムにおいて[13])
- 「パリのライプニッツ」(日本数学協会第14回年次大会。[14]講演のレジュメ)

### 書評
- ポール・ホフマン, 平石律子『放浪の天才数学者エルデシュ』草思社、2000年。ISBN 4794209509。全国書誌番号:20054689。を、『科学史研究』217号で紹介している[15]。